# Aloe labworana
Aloe labworana é uma espécie de liliopsida do gênero Aloe, pertencente à família Asphodelaceae.